# Maurice de Hirsch
Maurice de Hirsch (eller Moritz von Hirsch; født 9. december 1831 i München, død 21. april 1896 på sit gods ved Gyula i Ungarn) var en jødisk baron, rigmand og filantrop.

## Liv og gerning
Hirsch udgik fra en bankierslægt (adlet 1818), ægtede i 1855 en datter af den belgiske bankier og senator Bischoffsheim i Bruxelles og uddannede sig her til en dygtig forretningsmand. I midten af 1870'erne overtog han bygningen af jernbaner i Tyrkiet og tjente en kolossal formue, som senere forøgedes ved dristige og hensynsløse spekulationer; hans formue steg til sidst til flere hundrede mio. franc.
Hirsch boede både i Paris og London, stod på spændt fod med Rothschilderne, men i venskabeligt forhold til prinsen af Wales. Da hans eneste søn, født i 1856 og i 1880 var blevet belgisk baron, døde i 1886, udfoldede han en storslået velgørenhed, især til bedste for sine fortrykte trosfæller i Rusland, Galizien, Rumænien, Ungarn og Orienten, idet han søgte at fremme deres åndelige og timelige velfærd ved oprettelse af folke- og fagskoler. Ligeledes begyndte han at lede en omfattende udvandring af jøder fra Rusland til egne landbrugskolonier i Argentina og Canada. Hans årlige udgifter til slige øjemed løb op til 50 mio. kr. Hans enke, Clara de Hirsch, (1833—99) fortsatte hans gerning med lignende rundhåndethed og testamenterede størstedelen af sin formue (620 mio. franc) til jødisk velgørenhed eller uddannelsesformål.